# Brännkyrkasjön

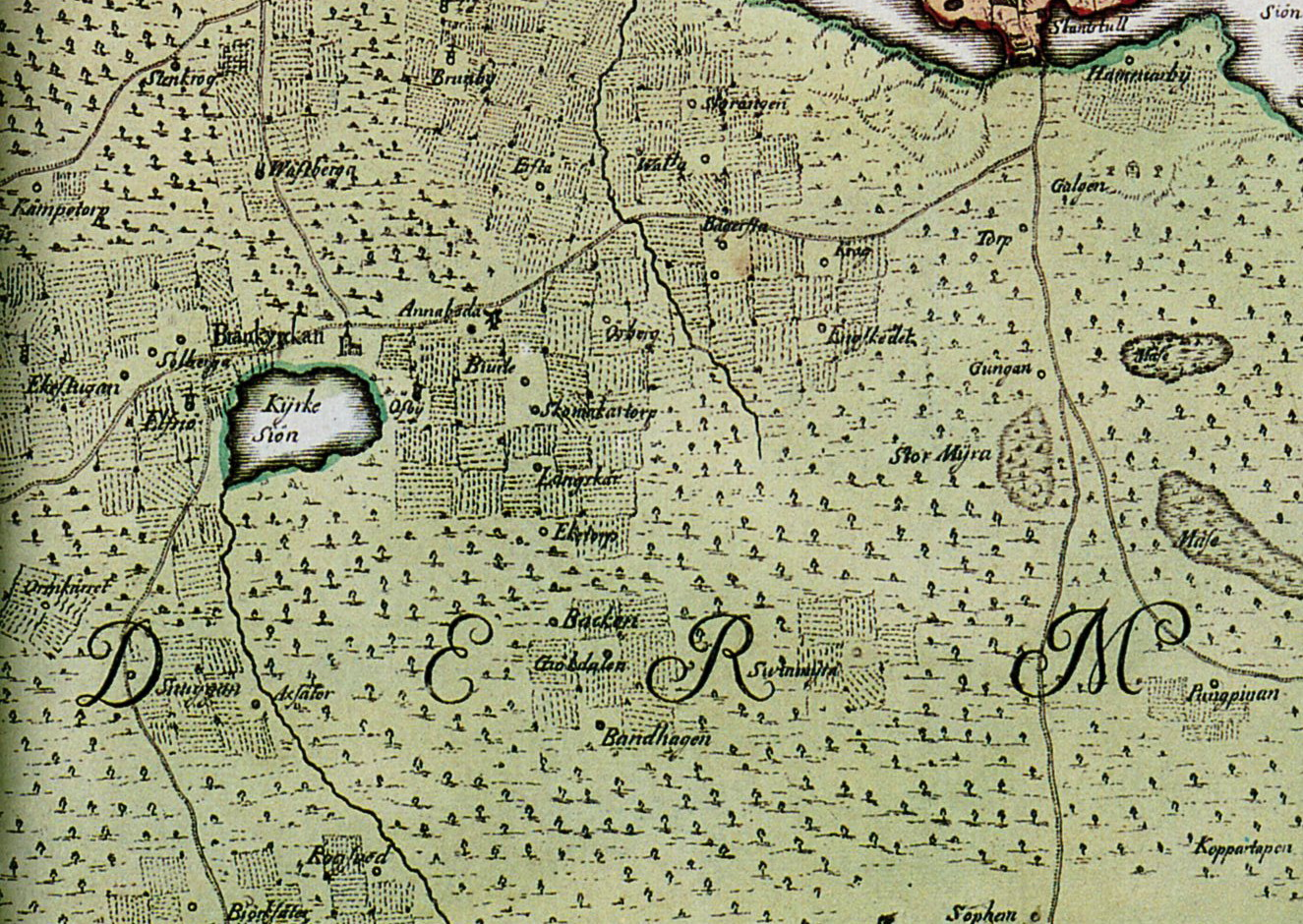
Georg Biurmans karta från 1750-talet med "Kÿrke Siön". I kartbildens övre del sträcker sig Göta landsväg.

Brännkyrkasjön (även kallad Kyrksjön) var en sjö som låg söder om Brännkyrka kyrka i nuvarande stadsdelarna Älvsjö och Örby i södra Stockholm. Sjön torrlades i omgångar från 1870-talet ända fram till 1950-talet, och på dess västliga sida ligger sedan 1971 Stockholmsmässans byggnader och parkeringsplatser. 
Den östliga sidan är numera det som kallas Sjöängen och naturområdet mellan Huddingevägen och Råbyvägen vilket fortfarande till stor del är obebyggt. Sedan år 2007 finns planer på att här uppföra bostäder och kontor samt anlägga en vattenpark och med den återskapa en liten del av den tidigare Brännkyrkasjön.

## Nutida bilder

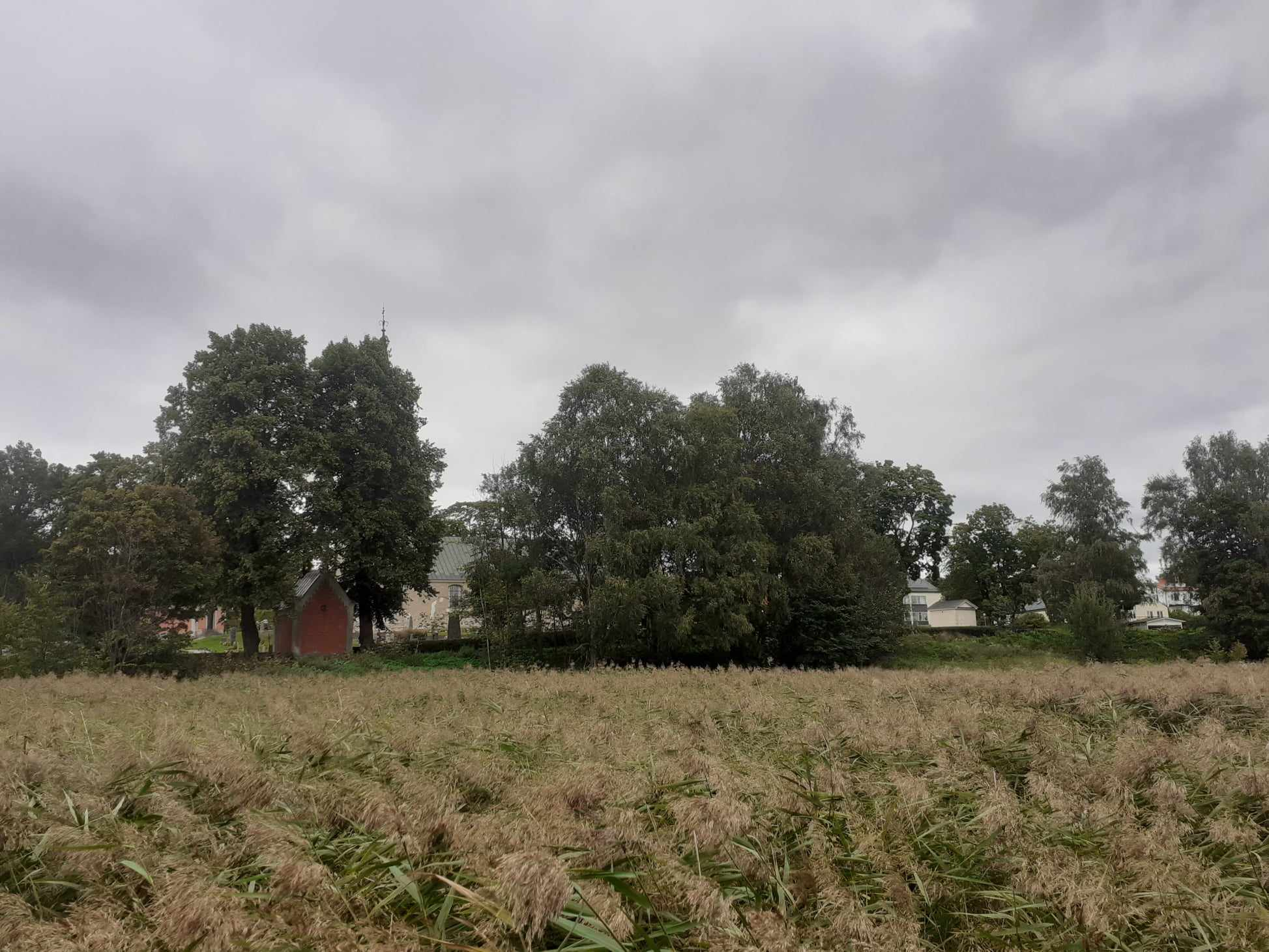
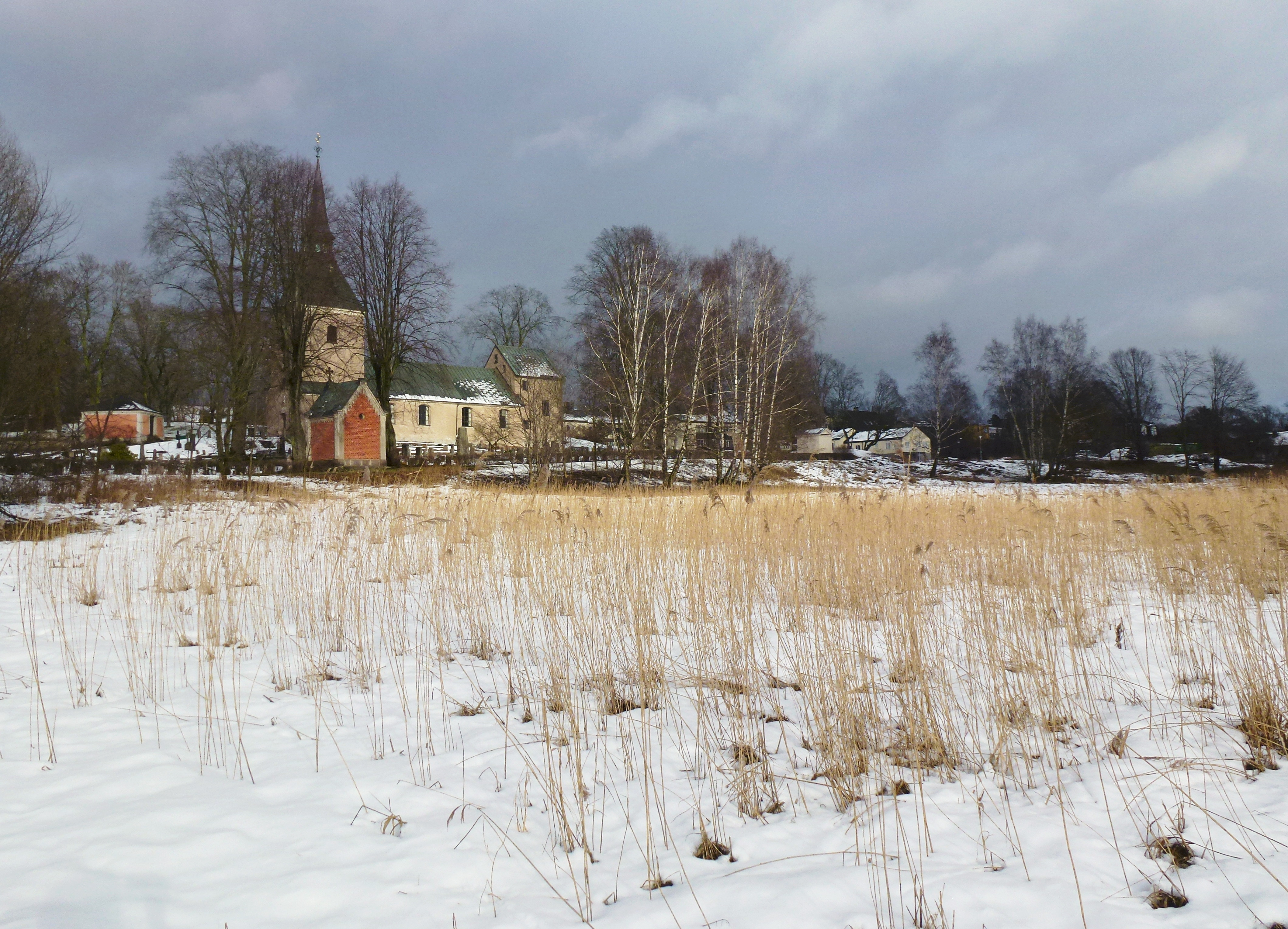
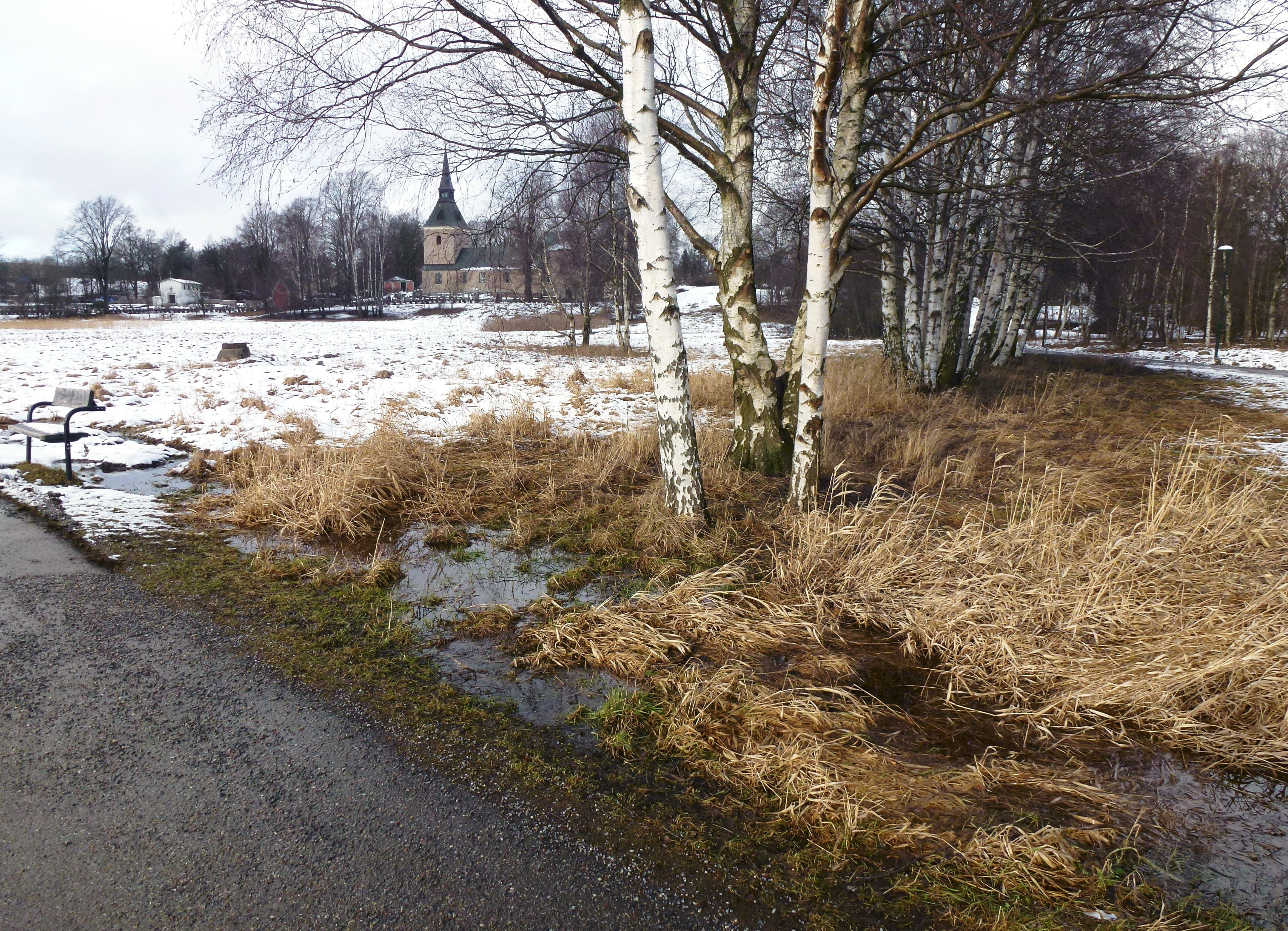
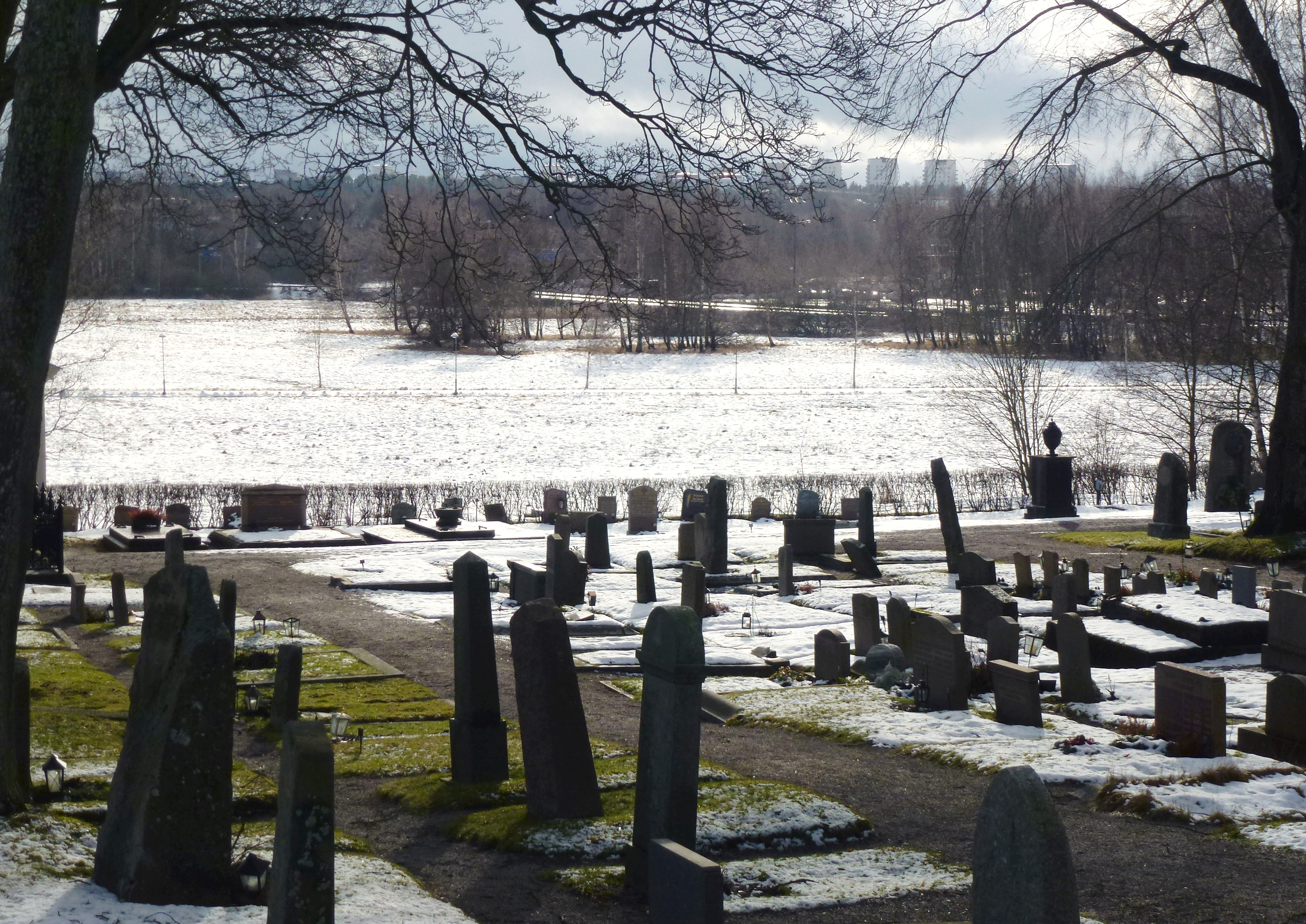
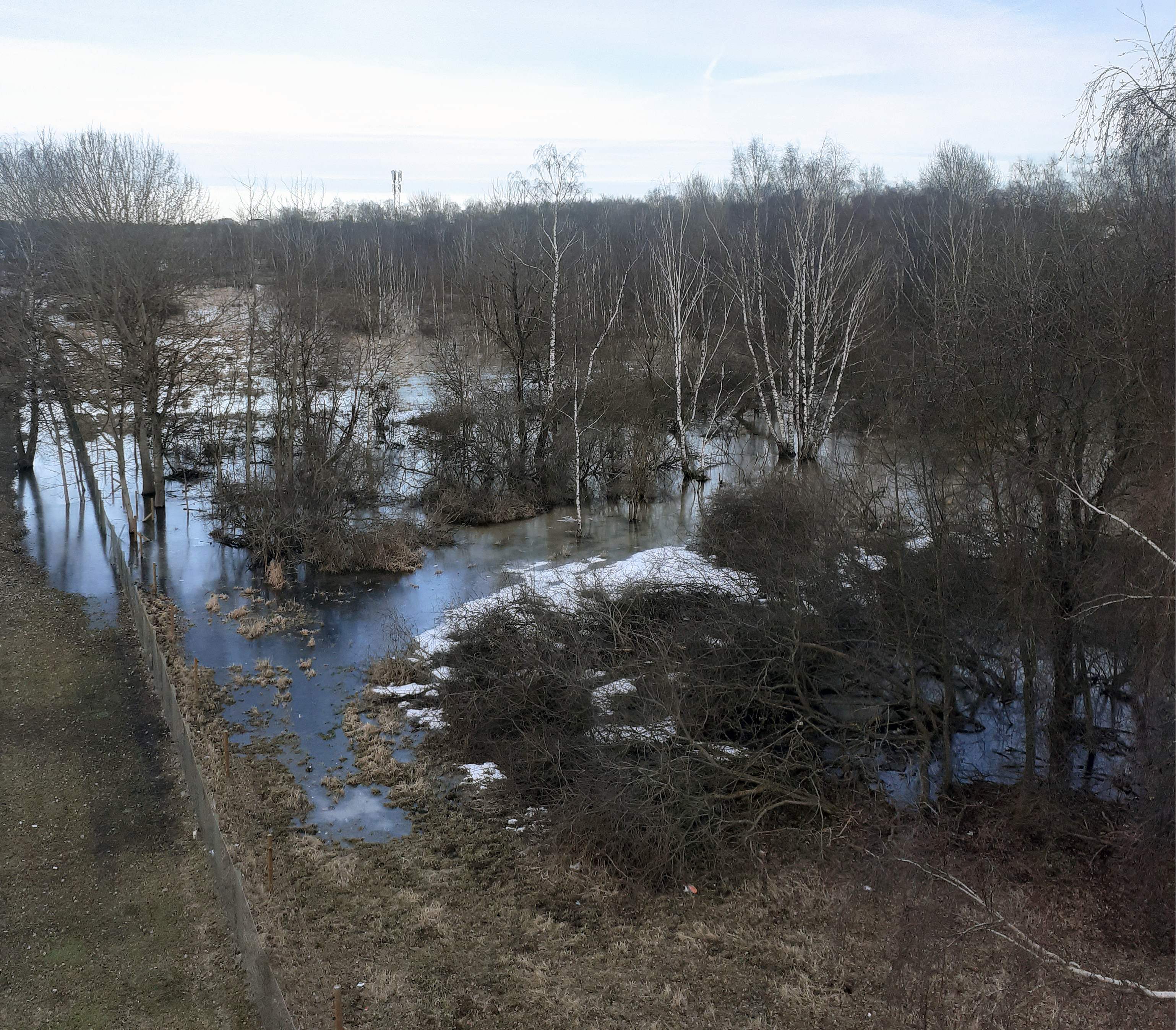

## Historik
Vid sjön och nära den intilliggande Göta landsväg etablerade sig tidigt gods och gårdar, bland dem Älvsjö gård, där ”sjö” syftar till just Brännkyrkasjön. 
Sjön har på sin tid haft ett avsevärt djup; vid tidigare provborrningar på den uttorkade sjöbottnen har man ännu inte påträffat berggrunden på 40 meters djup. Älvsjö gårds park sträckte sig ända ner till sjön, likaså Örby slotts park. På Georg Biurmans karta från 1750 visas sjön med en yta nästan lika stor som Gamla stan. Mot syd fanns ett utflöde, kallat Magelungsån, som följde dagens Magelungsvägen förbi torpen Rågsved och Snösätra till sjön Magelungen. Strax väster om det tidigare belägna kabelverket var över sjön utlagd en lång kavelbro som förband Långbro gård med de norr om sjön liggande prästgårdsägorna. Denna bro har sedermera givit namn åt stadsdelen Långbro. 
På en karta från 1796 syns sjön fortfarande med klara konturer, men därefter försvann den mer och mer genom igenväxning, förminskat vatteninflöde och landhöjningen. Kring 1860-talet liknar den mest ett kärr och vid sekelskiftet 1900 är den markerad som våtmark.

## Historiska kartor

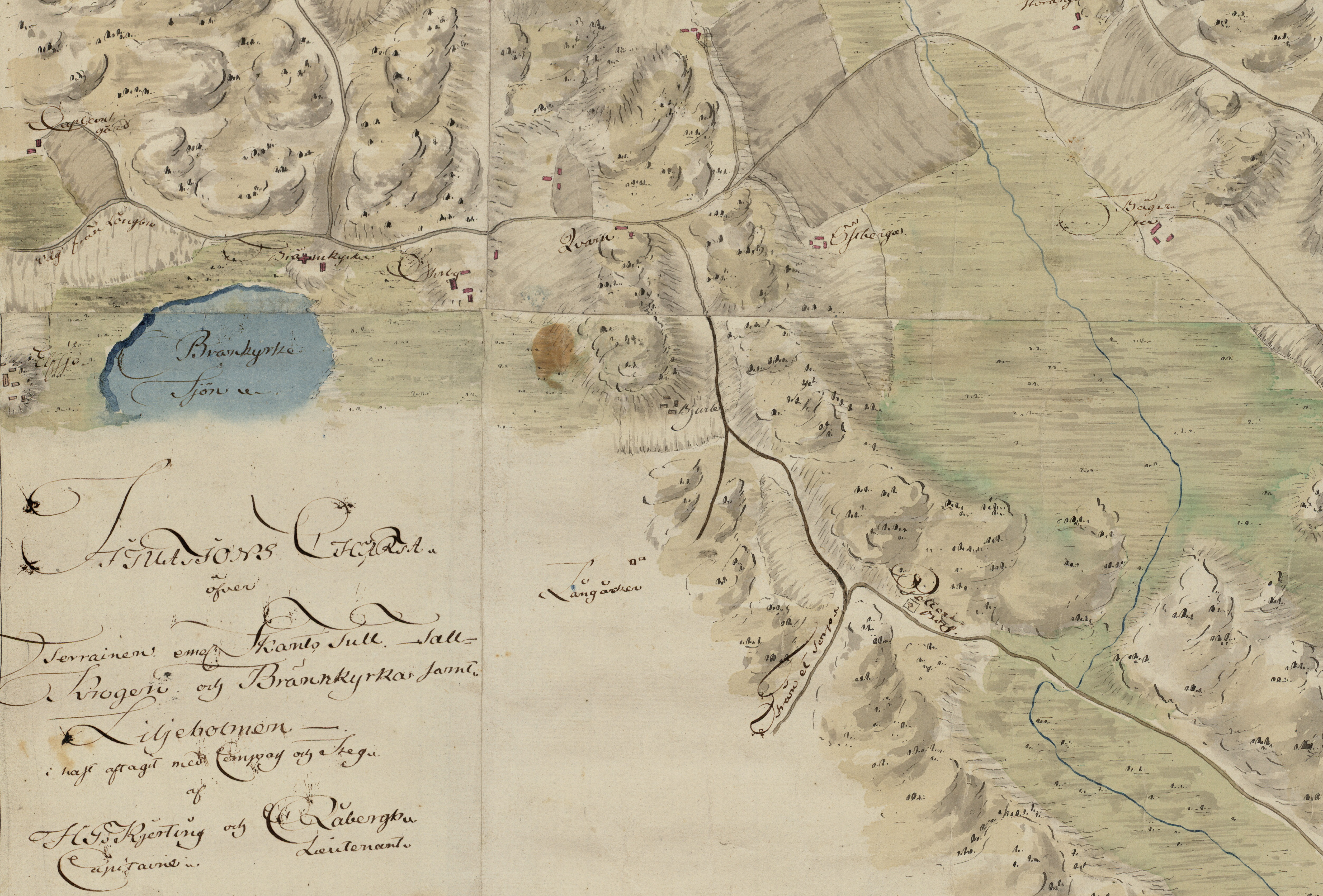
"Bränkyrka Sjön" på H.G. von Kjertings karta från 1796
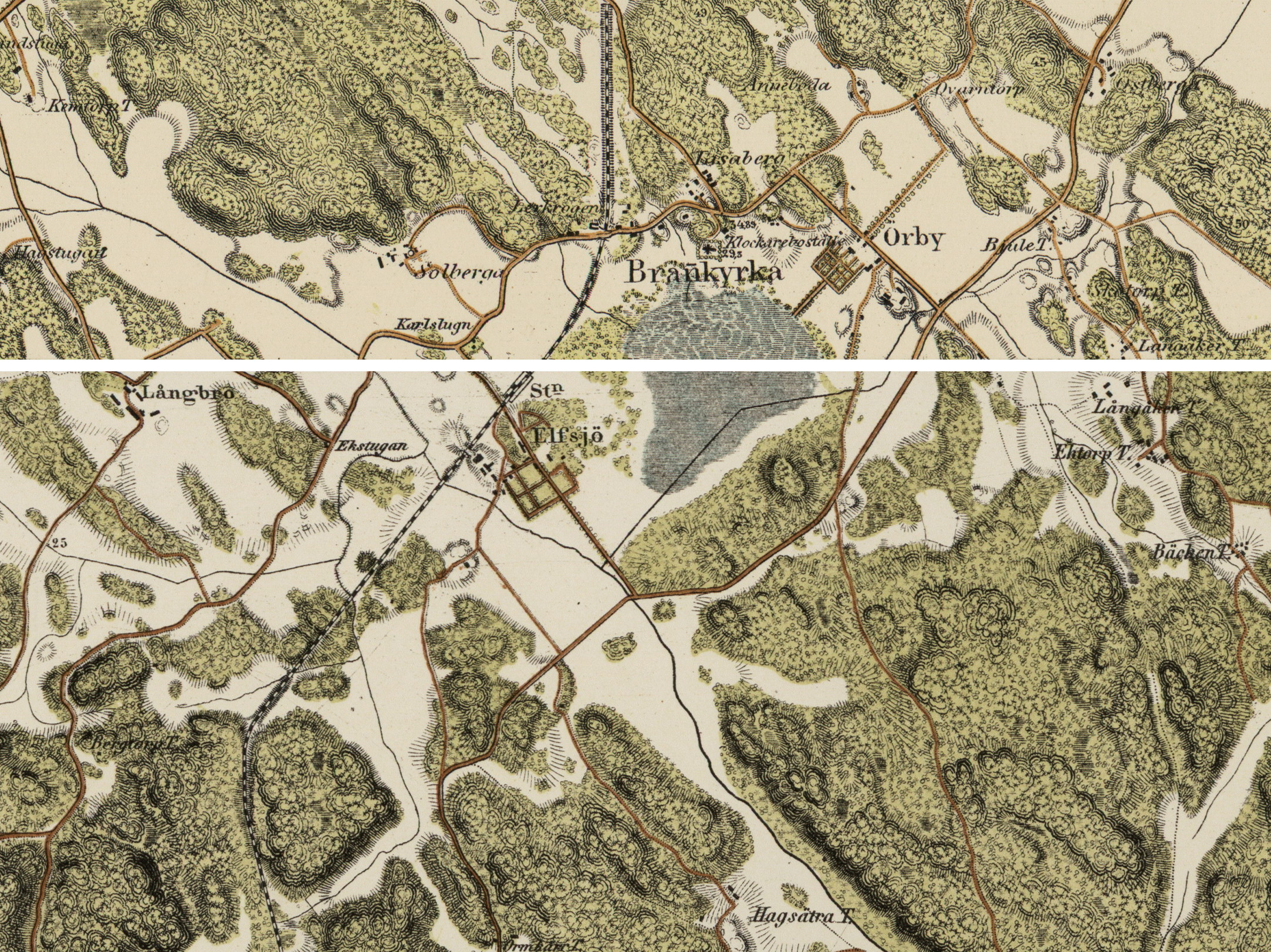
Topografiska corpsens karta från 1861
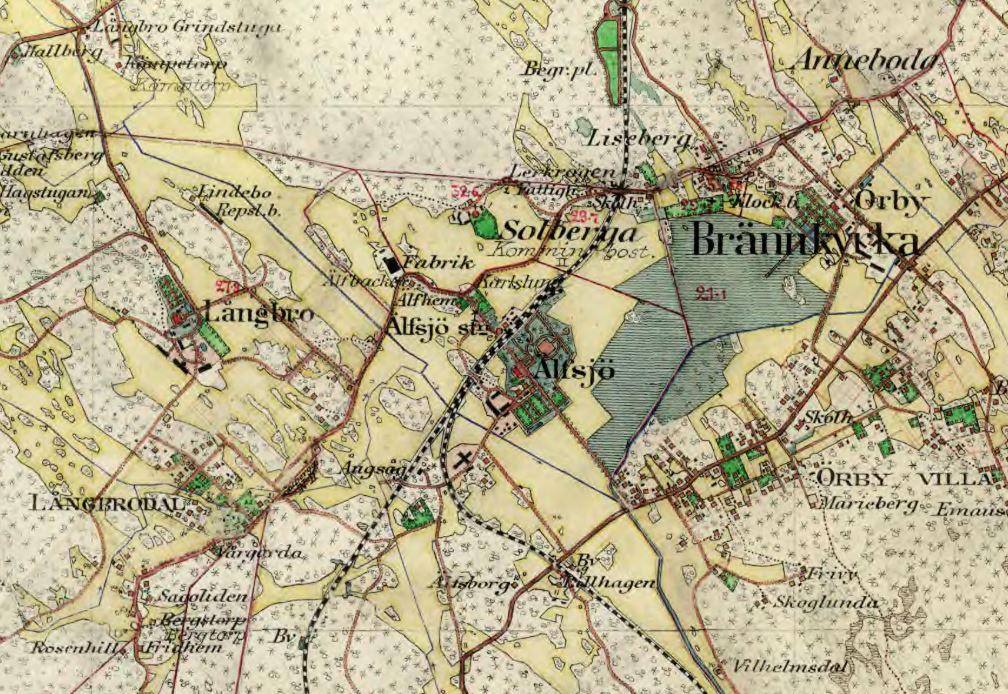
Häradsekonomiska kartan, 1901-1906
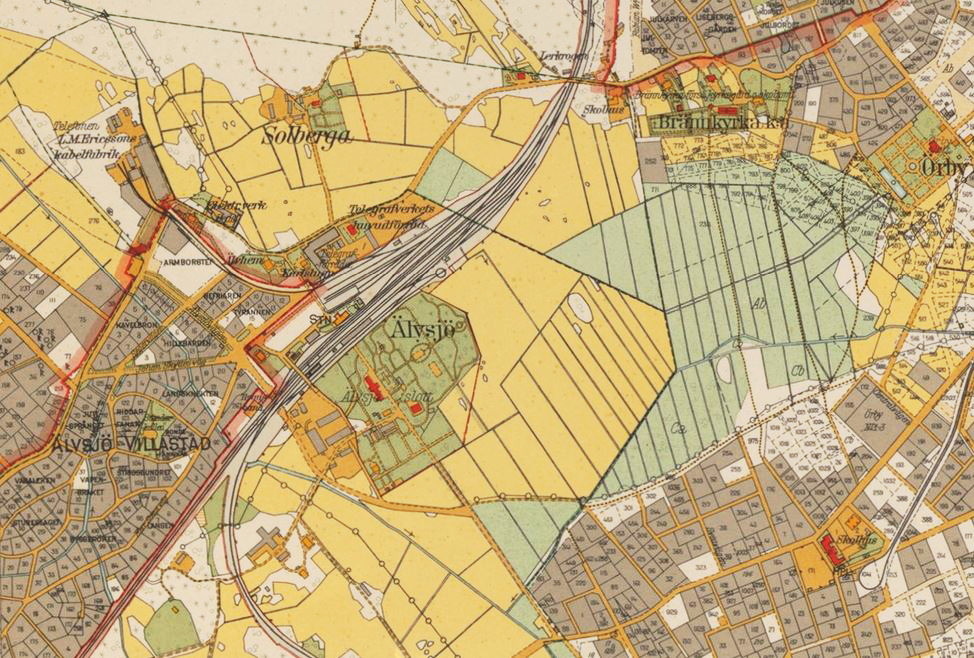
Omfattande utdikning på 1920-talet

## Torrläggning

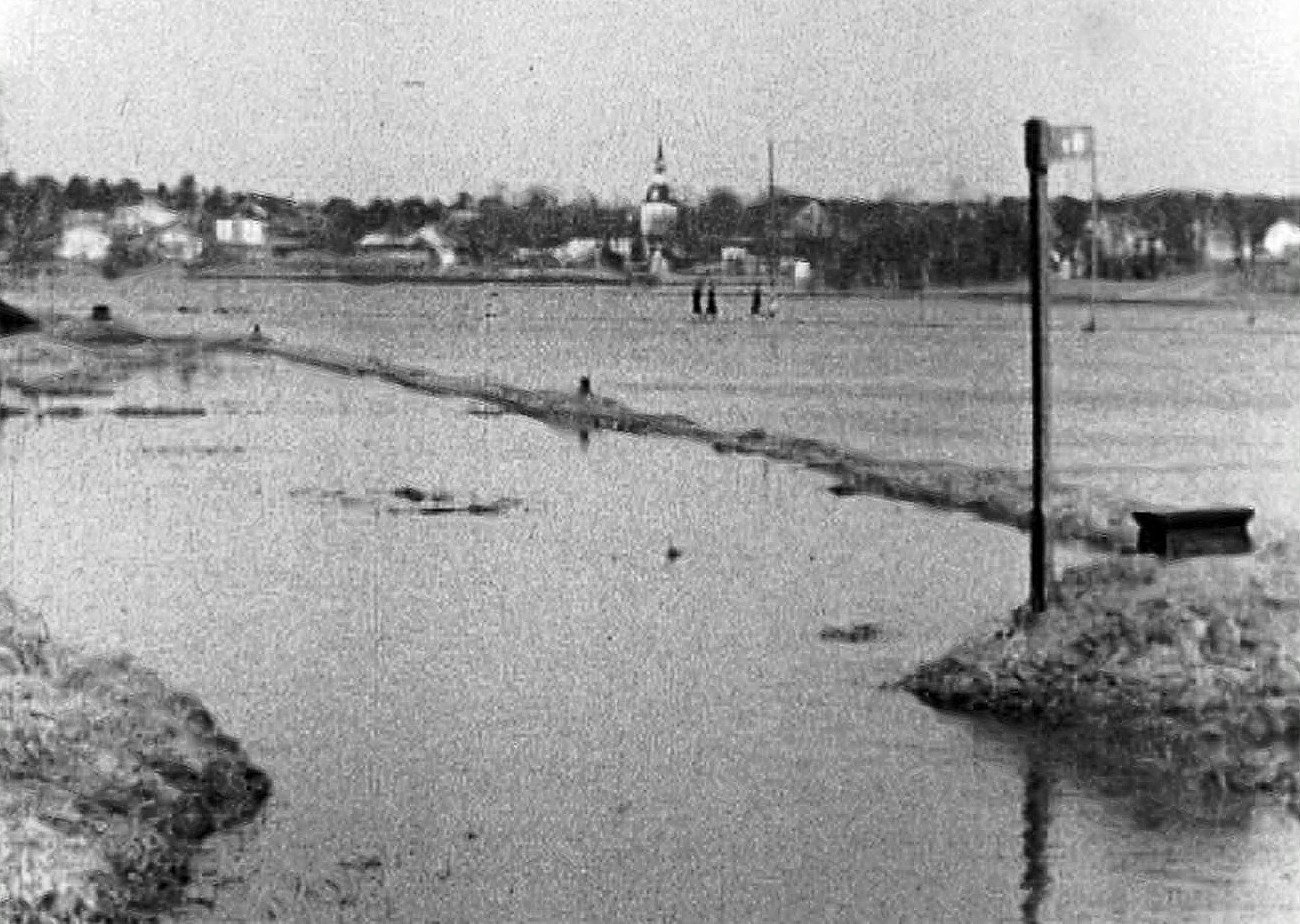
Översvämmad Sjöängen på 1930-talet.

År 1872 bildades Brännkyrka sjösänkningsföretag. Syftet med bolaget var att dika ut och tömma Brännkyrkasjön på vatten för att vinna mer jordbruksmark.  Bland annat fördjupades och rätades Magelungsån ut, för att få fart på utflödet. Men åtgärden var inte helt lyckosam och nästan varje vår och höst fylldes en del av den forna sjön (som vid den här tiden kallades Brännkyrka Träsk) med vatten, vilket pågick ända fram till slutet av 1950-talet. Mellan 1915 och 1920 arrangerades till och med isjaktstävlingar på vintrarna.
På slutet av 1960-talet uppfördes i västra delen (väster om Åbyvägen) de första byggnaderna för Älvsjömässan, medan området söder om Brännkyrka kyrka (Sjöängen) förblev obebyggt och ansågs under många år näst intill omöjligt att bebygga.

## Framtidsplaner
Sedan år 2007 finns planer på att bebygga området med bostäder, kontor, park med våtmark och en idrottshall. 2009 fattade Älvsjö stadsdelsnämnd ett inriktningsbeslut där Sjöängen skulle förvandlas till ett parkområde och förses med en konstgjord sjö. Genom vattenparken vill man återskapa en liten del av den tidigare Kyrksjön/Brännkyrkasjön.